# Anthophora arctica
Anthophora arctica  (лат.) — вид земляных пчёл рода Anthophora из трибы Anthophorini семейства Apidae. Восточная Палеарктика: Дальний Восток России (Амурская область, Хабаровский край, Якутия), Средняя Азия, Монголия, северо-восточный Китай. Длина 9—13 мм. Лицо самцов с жёлтым рисунком. Жвалы однозубые или двузубые. По признаку длинного малярного промежутка (у самцов он длиннее трети своей ширины) вид относится к подроду Anthomegilla Marikovskaya, 1976.
Вид впервые был найден в Якутии в 1875 году во время экспедиции русского геолога Александра Чекановского (1833—1876), который исследовал верхнее течение р. Оленек и долину р. Лена от Якутска до низовьев. Затем в 1883 году по его материалам российский гименоптеролог Фердинанд Моравиц описал новый для науки вид — Anthophora arctica Morawitz, 1883. Дальнейшие исследования показали, что это более широко распространённый в Азии вид.